# 藤紫珠
藤紫珠（学名：Callicarpa peii）是马鞭草科紫珠属的植物。分布于中国大陆的广东、江西、广西、四川、湖北等地，生长于海拔250米至1,500米的地区，一般生于山坡、林边、林中以及谷地溪边，目前尚未由人工引种栽培。

## 别名
裴氏紫珠（植物分类学报）